# Csór-hegy
A Csór-hegy a Nyugati-Mátra egyik hegycsúcsa, amely 783 méteres tengerszint feletti magassággal rendelkezik. Csúcsát az Országos Kéktúra 20-as számú túraszakasza érinti.

## Elhelyezkedése
A Csór-hegy az Országos Kéktúra útvonalán, Parádsasvártól délnyugatra, a 24-es főút és a Galyatető felé vezető 2408-as közút elágazásától északnyugatra helyezkedik el. A csúcs közelében építették fel 1983-ban a Kós Károly-kilátót, amelynek szerkezete természetes és ember általi okokból meggyengült, majd a kilátó életveszélyessé vált és emiatt inkább kidöntötték. A Csór-hegy csúcsa egy geodéziai magasponttal van jelölve.